# Moza Fay

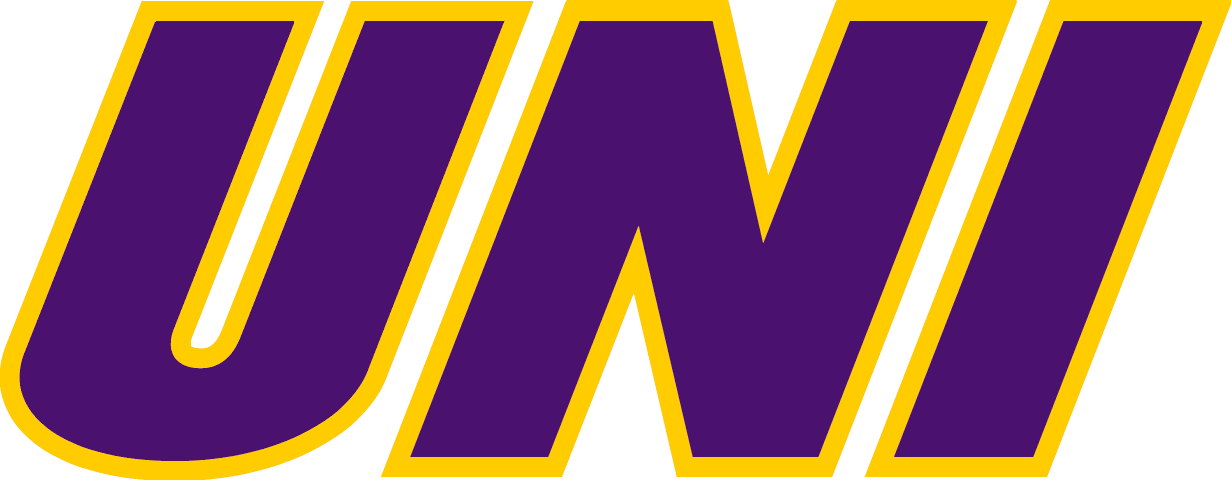
Zawodnik Northern Iowa Panthers

Moza Fay (ur. 1986) – amerykański zapaśnik w stylu wolnym. Wojskowy wicemistrz świata w 2014. Trzeci w Pucharze Świata w 2014 roku.
Zawodnik Anamosa High School i University of Northern Iowa. Dwa razy All-American (2008, 2009) w NCAA Division I, piąty w 2008; szósty w 2009 roku.